# Asentamientos vikingos en Groenlandia

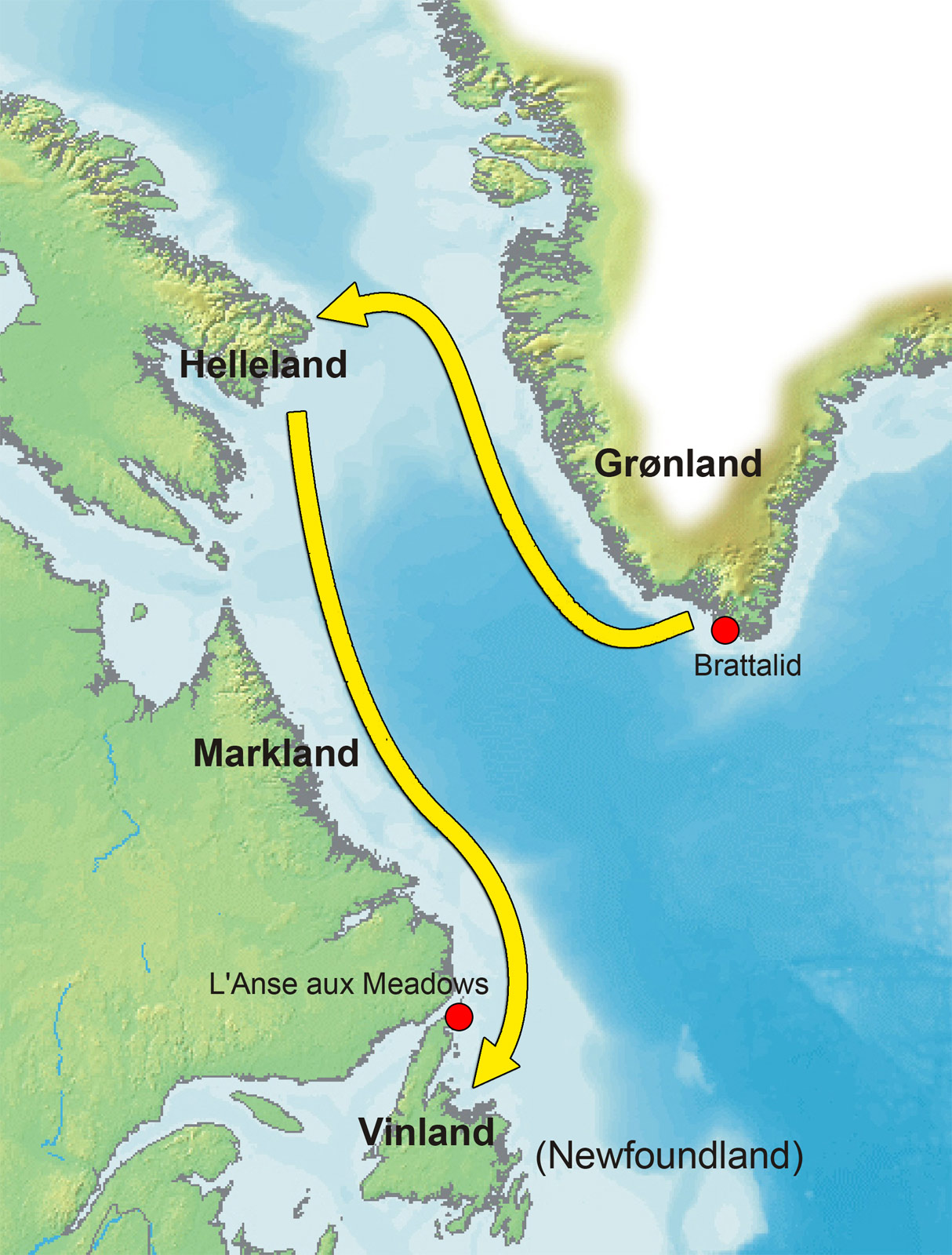
Los asentamientos vikingos en el oeste según las sagas de Vinlandia.

Los Asentamientos vikingos en Groenlandia fue un intento de los exploradores vikingos por colonizar Groenlandia a finales del siglo X (hacia 985), un evento protagonizado principalmente por colonos de la Mancomunidad Islandesa según las sagas nórdicas: saga de los groenlandeses y saga de Erik el Rojo, ambas escritas en el siglo XIII. Los primeros avistamientos se registran con el testimonio de Gunnbjörn Ulfsson en su accidentado viaje de Noruega a Islandia hacia finales del siglo IX o principios del siglo X y Snaebjörn Galti en 978. Posteriormente Erik el Rojo en 982, condenado por el thing de Thorness a un destierro de tres años por asesinato, aprovechó esos años para explorar unas tierras que había bautizado como Groenlandia (tierra verde) porque pensaba que más gente se animaría a participar en una futura exploración si el nombre era atractivo. Hacia 985, Erik y 25 naves partieron desde Islandia hacia Groenlandia, pero solo llegaron a su destino 14 de ellas sin incidencias.
Pese a lo remoto del territorio y las dificultades, llegaron a florecer tres colonias:
- El Asentamiento Oriental (nórdico antiguo: Eystribyggð), el más grande, en siglos posteriores llegó a tener hasta 500 granjas, un monasterio agustino, un convento benedictino y doce parroquias para unos 4000 o 5000 habitantes.[3] Actualmente se identifica con la actual Kujalleq. Aquí se estableció Erik el Rojo que ocupó las mejores tierras en Eiríksfjord (Eiríksfjörð, hoy Tunugdliarfik),[4] para su hacienda y le dio el nombre de Brattahlíð (hoy Qassiarsuk).

- El Asentamiento Occidental (nórdico antiguo: Vestribyggð), más pequeño, con un centenar de granjas y unos 1000 o 1400 habitantes. Actualmente se identifica con la actual Sermersooq.

- El Asentamiento Medio, identificado con la actual Ivittuut, vinculado a veces como parte del asentamiento oriental y con unas 20 granjas descubiertas en yacimientos arqueológicos; posiblemente la última en establecerse y la primera en desaparecer hacia el siglo XIV.

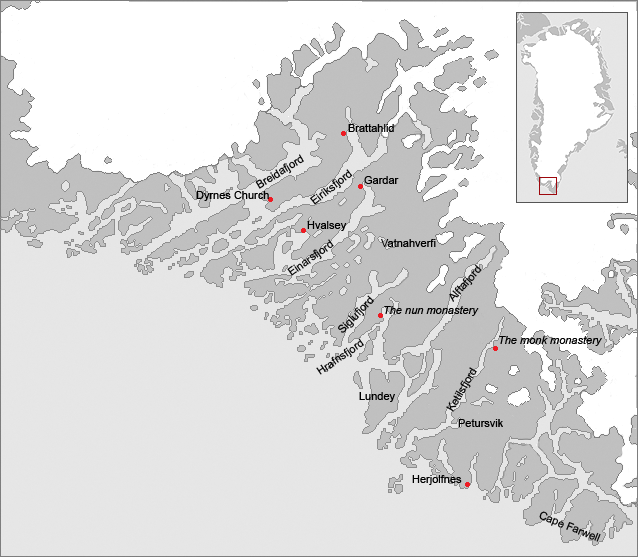
Situación de las ruinas de granjas en la zona del asentamiento oriental.
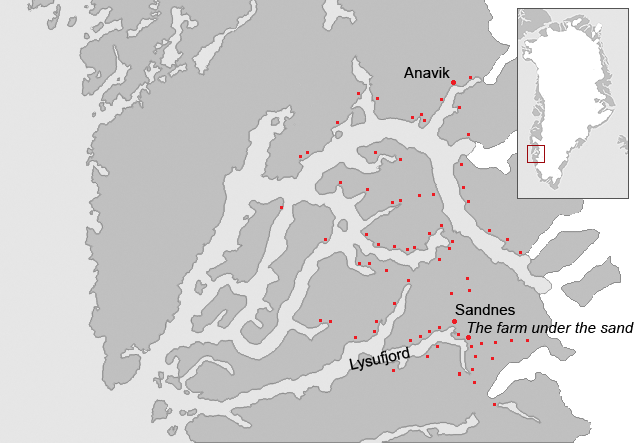
Situación de las ruinas de granjas en la zona del asentamiento occidental.
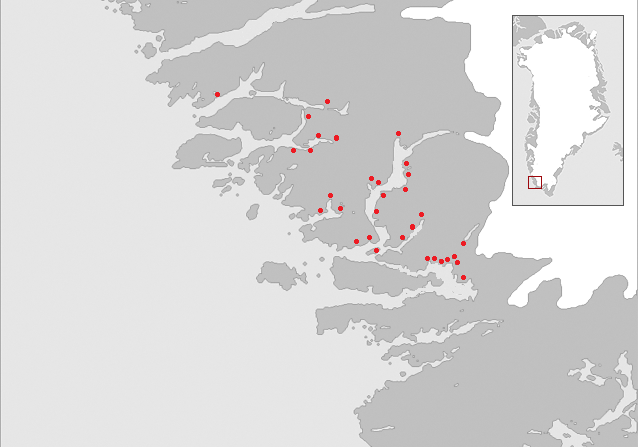
Situación de las ruinas de granjas en la zona del asentamiento medio.

En Groenlandia los primeros colonos rápidamente se organizaron y crearon su propio thing y leyes basadas en el modelo islandés. En su máximo apogeo, las colonias pudieron albergar hasta 10.000 habitantes. Durante quince años, los nuevos colonos estuvieron más ocupados por consolidar sus establecimientos que en satisfacer su ansia exploradora; tras ese paréntesis Leif Eriksson, hijo de Erik el Rojo, protagonizaría el inicio de otro de los capítulos de la exploración hacia el oeste, llegando hasta Vinland (hoy Isla de Terranova).

## Protagonistas

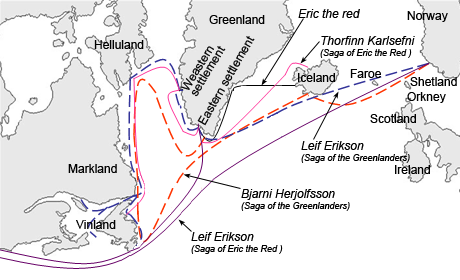
Representación de los viajes vikingos a Groenlandia en la Saga Grœnlendinga y en la Saga de Erik el Rojo.

En Landnámabók aparecen los nombres de los primeros colonos que acompañaron a Erik el rojo y lograron su objetivo en el asentamiento oriental, fueron:
- Herjolf, en Herjolfsnes, puso nombre a su territorio como Herjólfsfjörð (hoy Amitsuarssuk).[6]
- Ketil, en Ketilsfjord (hoy Tasermiut).[7]
- Hrafn, en Hrafnsfjord (hoy Alluitsoq).[6]
- Solvi, en Solvadale (hoy Kangikitsok).[8]
- Helgi Þorbrandsson, en Alptafjord (hoy Sermilik).[6]
- Thorbjorn Glora, en Siglufjord (hoy Uunartoq).[8]
- Einar, en Einarsfjord (hoy Igaliku).[9]
- Hafgrim, en Hafgrimsfjord (hoy Ekaluit) y Vatnahverfi.[6]
- Arnlaug en Arnlaugsfjord.[10]
- Thorkel Farserk, en Hvalseyarfjord (hoy Hvalsey (Qaqortukulooq) cerca de Qaqortoq).

Leif Eriksson, pese a las reticencias de su padre, fue quien favoreció la expansión del cristianismo en Groenlandia siguiendo las premisas del rey Olaf Tryggvason, según la saga de Erik el Rojo.

## Decadencia

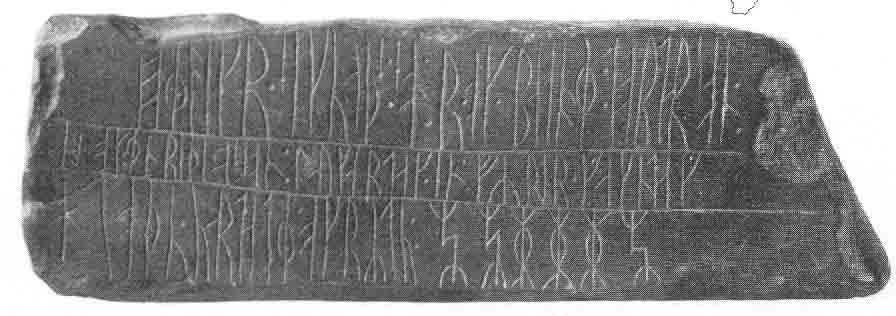
Piedra rúnica de Kingittorsuaq, testimonio de la presencia nórdica en Groenlandia.

Los vikingos ya protagonizaron la deforestación de Islandia para construir sus estructuras y la quema de pastos que aceleraron la erosión del suelo y todo hace suponer que siguieron con las mismas prácticas en Groenlandia, un territorio aún más inhóspito. A partir de mediados del siglo XIV, los esquimales comenzaron a realizar ataques cada vez más frecuentes contra la colonia groenlandesa, llevando destrucción y muerte especialmente a lo largo de las costas de la isla. Además, las dificultades cada vez mayores de comunicación con el continente aislaron cada vez más a la colonia, que carecía de medios de subsistencia. Hacia mediados del siglo XV, los cristianos de Groenlandia dirigieron una carta al papa Nicolás V (1447-1455), denunciando el deplorable estado en el que se encontraba la diócesis, debido a la destrucción provocada por los esquimales. En 1448, el papa ordenó a los obispos de Skálholt y Hólar que ayudaran a los cristianos de Groenlandia, pero parece que estas disposiciones no surtieron efecto.
Hacia finales de siglo se dirigió otra carta de ayuda al papa Inocencio VIII (1484-1492): en ella los cristianos de Groenlandia exponían su triste situación, sin sacerdotes ni obispo desde hacía varios años; muchos habían abandonado la fe cristiana, y la única celebración a la que podían asistir era la que implicaba la exhibición y adoración de un viejo corporal, la última en la que se había celebrado misa décadas antes. De la carta se desprende que, aunque nombrados, los obispos no residieron en Groenlandia, al menos durante buena parte del siglo XV.
Tras casi 500 años los asentamientos nórdicos desaparecieron entre el siglo XIV y XV, las razones que llevaron a la extinción de la colonia groenlandesa y al fin de los 3 asentamientos son inciertas. Ciertamente el alejamiento de la patria, la falta de ayuda, la desnutrición y los ataques de los esquimales provocaron la desaparición de la colonia. Según algunas hipótesis debido a una Pequeña Edad de Hielo que hizo imposible la supervivencia de las colonias, que dependían de los suministros noruegos procedentes de Islandia, pero los témpanos a la deriva impidieron una comunicación fluida; a eso se sumaron hambrunas y hay indicios de plaga que probablemente acabaron por eliminar los últimos vestigios de la colonización. 
El último registro parroquial de los nórdicos data del 16 de septiembre de 1408, cuando todavía permanecía activa la iglesia de Hvalsey y se detalla el matrimonio entre los islandeses Thorsteinn Olafsson y Sigridr Bjornsdóttir; a partir de ese momento ya no hay más noticias, salvo las cartas enviadas a Europa, hasta que en 1723 Hans Egede exploró los asentamientos al sur y solo encontró ruinas tal y como aparecen hoy.